# Idelma
Idelma  è un nome proprio di persona italiano femminile.

## Varianti
- Femminili
  - Alterati: Idelmina[2]
  - Ipocoristici: Delma[1]
- Maschili: Idelmo[1][2]
  - Alterati: Idelmino[2]

## Origine e diffusione
È un nome dall'etimologia incerta, probabilmente germanica ma di difficile interpretazione. Secondo alcune fonti sarebbe un composto delle radici germaniche hildi (o hild, hildjo, "battaglia") e helm ("elmo", "protezione"), una combinazione attestata da Förstemann con il nome maschile Hildelm; potrebbe altresì essere un nome composto, creato incrociando Ida e Adelma o altri nomi simili.
Il nome gode di scarsa diffusione, un po' utilizzata risulta la variante Delma. La sua diffusione è limitata al Nord Italia, e qui accentrata per due terzi dei casi in Lombardia e in Veneto.

## Onomastico
Nessuna santa ha mai portato questo nome, che quindi è adespota; l'onomastico ricorre il 1º novembre, festa di Ognissanti.

## Persone
- Idelma Tommasini, cestista italiana